# Île du Lion
L'île du Lion était une île rocheuse de l'archipel de Pointe-Géologie (terre Adélie), situé en mer Dumont-d'Urville (océan Austral) au large du continent antarctique. Elle a en partie disparu par arasement lors des travaux de construction de la piste du Lion.

## Description
L'île du Lion était située au nord de l'île des Pétrels, dont elle se trouvait séparée par le chenal du Lion. De la pointe nord-est de l'île des Pétrels (cap des Léopards), la pointe sud de l'île du Lion (pointe du Raz) ne se trouvait qu'à 150 m de distance. Longue de 400 m, large de 200, elle était surtout remarquable pour sa silhouette de lion accroupi, avec une tête (tournée vers l'ouest) qui culminait à 36 m de haut. La partie nord-est de l'île, plus basse, est caractérisée par la digitation de trois caps pointant au nord-est vers une zone de récifs, et dénommés le Pouce, l'Index et le Majeur.

## Histoire
L'île a été cartographiée en octobre 1950 par la 3e expédition antarctique française en terre Adélie lors d'un raid effectué avec trois traîneaux à chiens sur la banquise depuis la base de Port-Martin. C'est à cette époque qu'Yves Vallette établit, dans le nord-est de l'île à la jonction de l'Index et du Majeur, un point astronomique qui va servir de base à la triangulation de l'archipel.
Au cours d'un raid effectué en 1951 par la 4e expédition à bord de deux Weasel en plein hiver, Michel Barré, chef d’expédition, note dans son carnet de route à la date du 23 juin 1951, et alors qu'ils parviennent enfin à l'archipel de Pointe-Géologie après trois jours de voyage pour parcourir 65 km : « 23 heures. — Nous identifions un énorme rocher en forme de lion accroupi qui rappelle celui de la place Denfert-Rochereau. » Le toponyme évoque la silhouette très caractéristique que l'île avait à l'époque.
Dans les années 1980, d'importants travaux ont été réalisés pour relier entre elles les îles Buffon, Cuvier et du Lion afin de construire une piste d'atterrissage orientée NW–SE pour avions gros-porteurs. L'île du Lion a en partie disparu lors des travaux de terrassement : la Tête du Lion a été arasée jusqu'à sa base, ce qui représente, rien que pour ce secteur, un terrassement de 500 000 tonnes de roche ; la partie nord-est de l'île a subsisté et abrite une tour de contrôle ; le point astronomique de 1950 semble avoir été préservé. Une tempête survenue en 1993 a causé d'irrémédiables dégâts à la piste, et l'aérodrome n'a jamais été opérationnel.